# Доњи Которац
Доњи Которац је градска четврт у општини Источна Илиџа, град Источно Сарајево, Република Српска, БиХ.

## Становништво
| Демографија- | Демографија- | Демографија- |
| Година       | Становника   | Становника   |
| ------------ | ------------ | ------------ |
| 1961.        | 598          |              |
| 1971.        | 709          |              |
| 1981.        | 796          |              |
| 1991.        | 0            |              |

## Историја
На подручју Доњег Которца, на локалитету званом "Црнач", налази се древна некропола са стећцима. Овај археолошки локалитет је 2012. године стављен под заштиту као национални споменик у општини Источна Илиџа.

## Култура
Доњи Которац припада парохији Српске православне цркве у Војковићима, чије је седиште Храм Светог свештеномученика Петра Дабробосанског у Војковићима.